# Hypocala subsatura
Hypocala subsatura là một loài bướm đêm trong họ Noctuidae.

## Hình ảnh

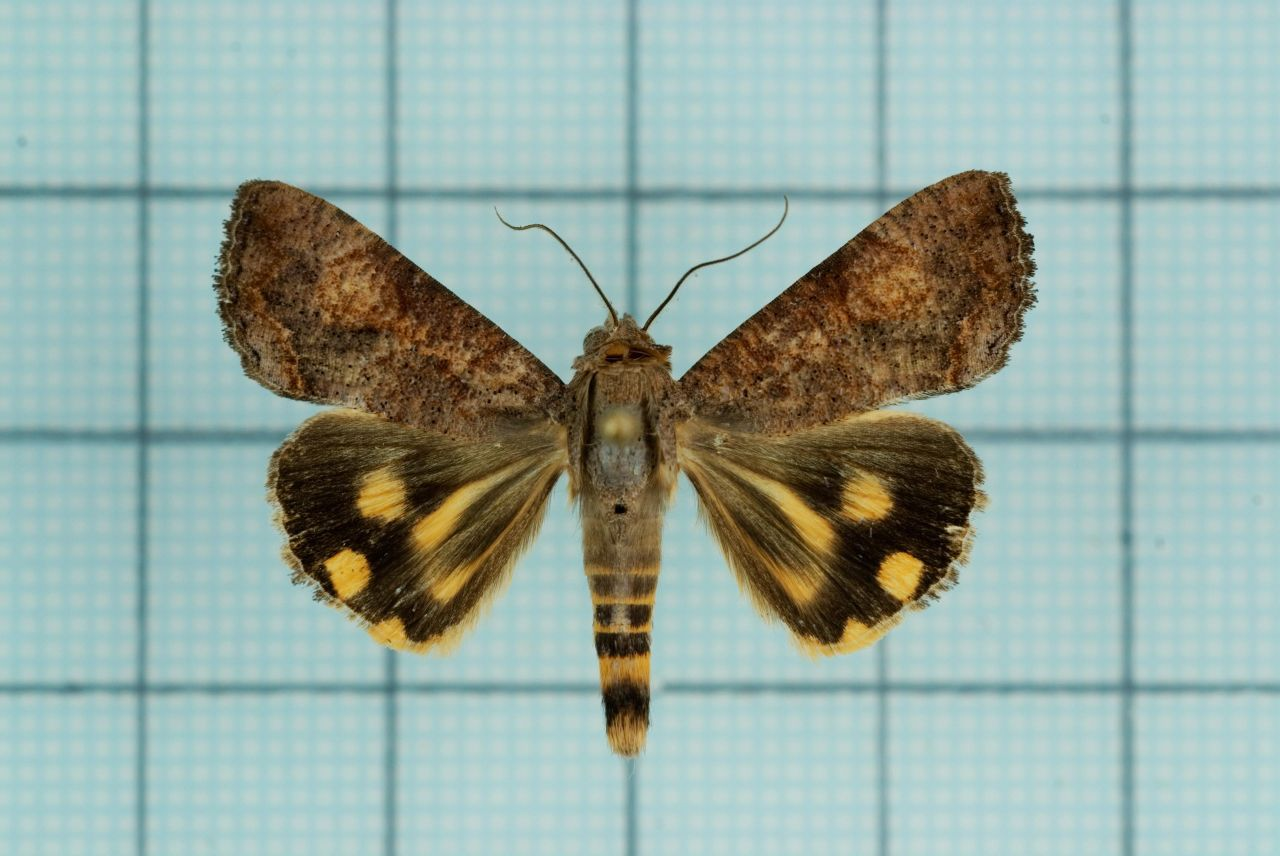
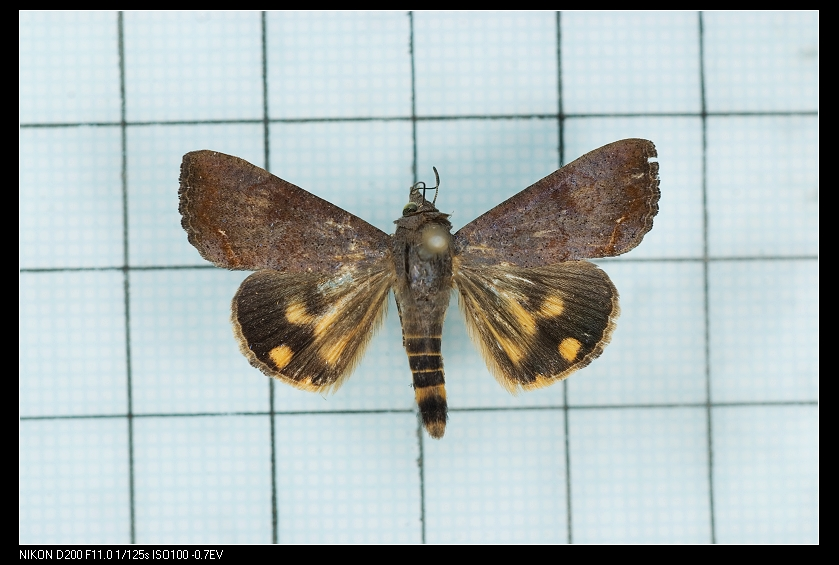
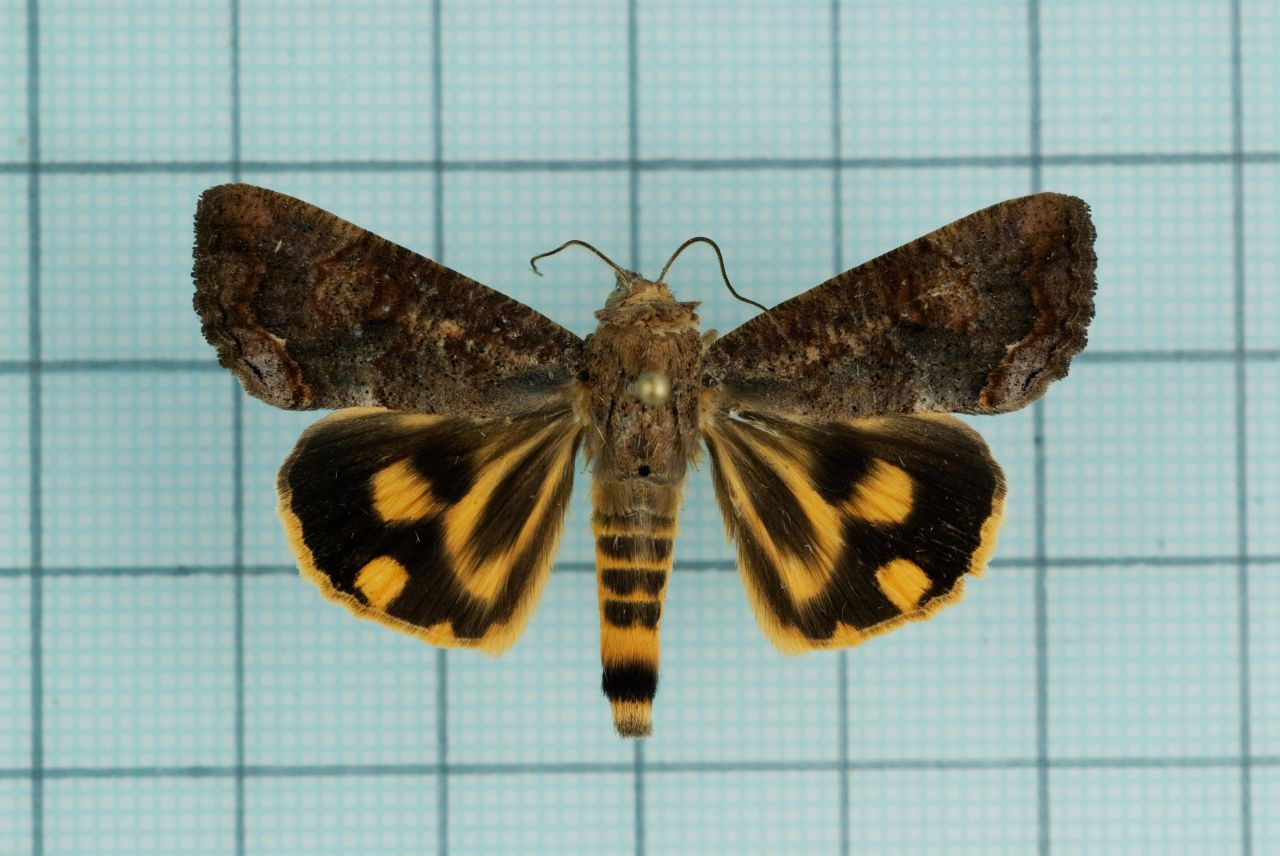
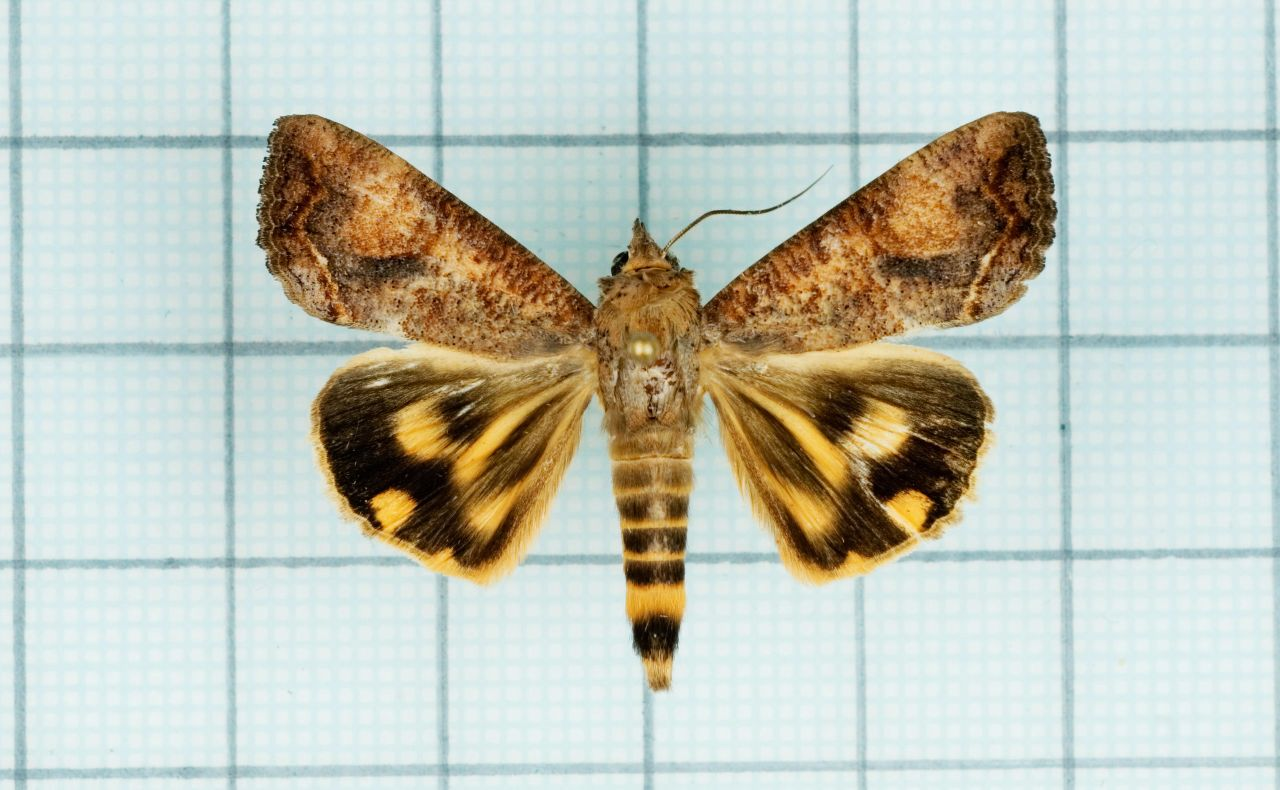